# 高而虚
高 而虚（고이허、コ・イホ、1902年9月5日 - 1937年2月17日）は韓国の独立運動家。本名は崔容成または崔龍成。

## 生涯
黄海道遂安郡の出身。京城府の培材高等学校に進学して学生運動を始めた。
1922年、培材高校を卒業直後に満州へ亡命した。吉林で啓蒙運動と農村開発運動をした金鎮祜と辺昌根に会って懐徳農友会に加わって活動した。この時農友会には懐徳県五家子の三成学校教師崔日天も参加していた。正義府で働く金鎮祜の紹介で1925年正義府の加入を始まりに、三星学校教師を勤めながら抗日運動に参加した。
1929年に参議府・臣民府と正義府の三部統合運動に積極的に動き、三部が統合された国民府に参加して青年組織を担当し、指導組織朝鮮革命党・朝鮮革命軍も結成した。朝鮮革命軍は1932年、司令官金寛雄、副指令官張世湧らが一度に逮捕されたが、彼は梁世奉など生き残った人士と一緒に朝鮮革命党と朝鮮革命軍を再結成して、1932年朝鮮革命軍銃士領であった梁世奉が日本軍の銃弾に当たって戦死すると中央執行委員長代理として孤軍奮闘した。1936年12月頃南満洲の寛甸県で日本軍との戦闘中に逮捕され、翌年2月現奉天で銃殺された。

## 死後
1968年、建国勲章独立章を追贈された。
金日成の初期活動空間と重なる地域で活動し、社会主義的性向を帯びた理論家であり、1929年の몽치단事件以後国民部右派に分類されているが、金日成と対立した人物であるために北朝鮮では低い評価を受けている。

## 参考サイト
- 大韓民国国家報勲処, 이 달의 독립 운동가 상세자료 - 고이허, 2002년
- ko:틀:독립유공자